# Jan II Moretus

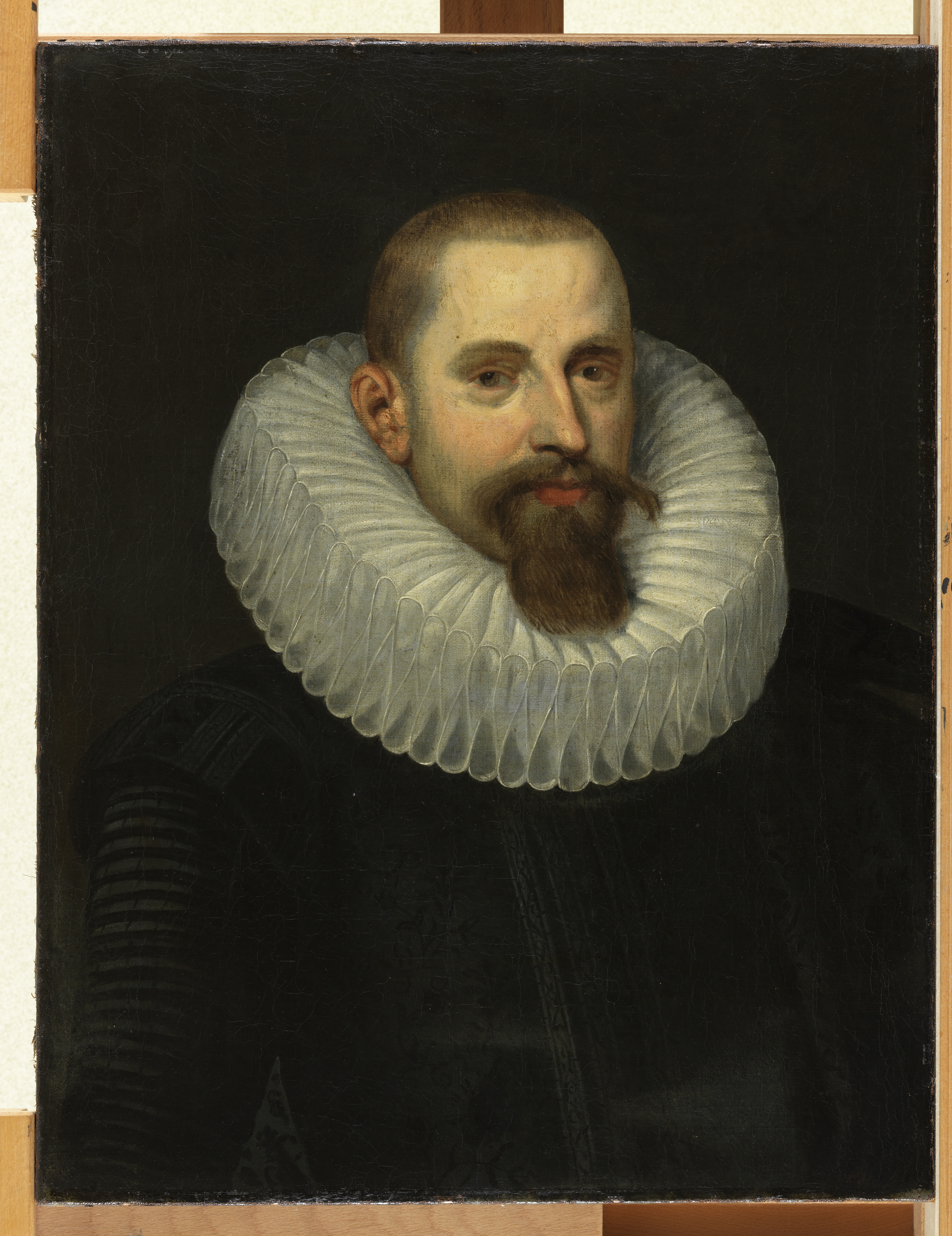
Jan II Moretus

Jan II Moretus (Antwerpen, 27 juli 1576 – aldaar, 1 maart 1618) was een Vlaams drukker en hoofd van de Plantijndrukkerij tussen 1610 en 1618.
Hij was de tweede zoon van Jan I Moretus en de kleinzoon van Christoffel Plantijn, stichter van de Plantijndrukkerij. Zijn vader en moeder hadden testamentair vastgelegd dat hun erfgenamen ervoor moesten zorgen dat de Officina Plantiniana onder alle omstandigheden één geheel zou blijven. Daardoor kwam de uitgeverij na de dood van Jan I Moretus in 1610 in handen van zijn zoon Balthasar en diens jongere broer Jan II. Deze laatste stond in  voor de boekhandel van het bedrijf, terwijl Balthasar de contacten met de auteurs verzorgde en de redactie van de teksten. Zij volgden de richtlijnen die hun vader had uitgestippeld. De samenwerking met het prentenatelier van Theodoor Galle werd voortgezet en bovendien konden ze een beroep doen op Peter Paul Rubens voor het ontwerpen van titelpagina's en illustraties van hun boeken. 
Jan II Moretus huwde met Maria De Sweert. Ze hadden samen zes kinderen, waaronder Balthasar II Moretus, die in 1641 aan het hoofd van het bedrijf zou komen te staan bij het overlijden van zijn oom Balthasar I Moretus.
In 1616 en 1617 was Jan II deken van de Antwerpse Sint-Lucasgilde.